# La Porta
Porta (en corso A Porta) es una comuna y población de Francia, en la región de Córcega, departamento de Alta Córcega.
Su población en el censo de 1999 era de 196 habitantes.

## Demografía
| 315 | 358 | 382 | 422 | 248 | 196 |
| Para los censos de 1962 a 1999 la población legal corresponde a la población sin duplicidades (Fuente: INSEE [Consultar]) |     |     |     |     |     |

- Datos: Q667520
- Multimedia: La Porta / Q667520

1. ↑  Worldpostalcodes.org, código postal n.º 20237.
2. ↑  INSEE, Datos de población para el año 2012 de La Porta (en francés).